# Trichomanes spruceanum
Trichomanes spruceanum är en hinnbräkenväxtart som beskrevs av William Jackson Hooker. Trichomanes spruceanum ingår i släktet Trichomanes och familjen Hymenophyllaceae. Inga underarter finns listade.